# دسميد متزاحم
دسميد متزاحم (الاسم العلمي: Desmidium coarctatum) هو نوع من الطحالب الخضراء يتبع جنس الدسميد من فصيلة الدسميدية.